# Tiphys
Tiphys (altgriechisch Τῖφυς Típhys) ist eine Figur der griechischen Mythologie.
Er ist der Sohn der Hyrmine und des Phorbas oder des Hagnias.
In der Argonautensage ist Tiphys der erste Steuermann der Argo, der das Schiff an den gefährlichen Symplegaden vorbeisteuert. Tiphys stirbt bei den Mariandynern am Schwarzen Meer an einer Krankheit. Er wird neben dem Seher Idmon bestattet, der kurz zuvor verunglückt war. Sein Tod stürzt die Argonauten in tiefe Verzweiflung, und sie geben beinahe ihre Fahrt auf. Schließlich bietet sich Ankaios, ein Sohn des Poseidon, als neuer Steuermann an, und die Argonauten machen sich erneut auf die Reise.
Der böotischen Küstenstadt Tipha, die auf die vielen guten Seefahrer, die sie hervorgebracht hatte, stolz war, galt Tiphys als lokaler Held.